# Fernan Velho
Fernan Velho (fl. XIII secolo) è stato un trovatore portoghese, attivo nella seconda metà del XIII secolo, figlio naturale di Gonçalo Pires Velho, della media nobiltà di Entre Douro e Minho.
È possibile si trovasse alla corte di Afonso X, dove avrebbe partecipato al ciclo satirico contro María Balteira. Fu autore di undici componimenti poetici: nove cantigas de amor, una cantiga de amigo e una cantiga de escarnio.